# スターク・カウンティ (戦車揚陸艦)
スターク・カウンティ (USS Stark County, LST-1134) は、アメリカ海軍の戦車揚陸艦。LST-542級戦車揚陸艦の1隻。艦名はイリノイ州およびノースダコタ州、オハイオ州のスターク郡に因む。

## 艦歴
LST-1134は1944年12月18日にイリノイ州セネカのシカゴ・ブリッジ・アンド・アイアン・カンパニーで起工した。1945年3月16日にミス・エラ・アーネによって進水、4月7日に艦長C・R・バーヘット予備役大尉の指揮下就役した。
短期間の整調巡航の後、LST-1134は800トンの貨物を積み5月12日にアラバマ州セオドアを出航、西太平洋に向かった。2ヶ月に及ぶ航海で途中様々な基地に立ち寄り、7月28日に沖縄に到着した。弾薬や積み荷を降ろしながら、8月29日まで沖縄に留まる。その後1946年1月まで日本及び西太平洋に点在する様々な米軍基地の間で任務に従事した。1946年1月29日にカリフォルニア州サンディエゴに入港、オーバーホールに入る。オーバーホールが完了すると、LST-1134は7月15日に西に向けて出港、9月18日にグアムのアプラ港に到着した。1946年10月から1950年9月まで西太平洋において兵員及び貨物の運搬任務に従事し、1950年9月から12月まで韓国で国連軍を支援する。LST-1134は仁川、興南および釜山に兵員と物資を陸揚げした。
LST-1134は1951年6月14日に真珠湾に入港、オーバーホールの後ハワイ諸島での任務に入る。ハワイには1966年まで留まり兵員と物資を運搬し、揚陸演習に従事した。その間の1955年7月1日にスターク・カウンティと命名される。1966年5月16日、タイ王国に移管され、パンガン (Pangan, LST-3) と命名される。1972年4月、貸与であった契約が譲渡に変更され、アメリカ海軍を除籍された。

## 参照
- この記事はアメリカ合衆国政府の著作物であるDictionary of American Naval Fighting Shipsに由来する文章を含んでいます。 記事はここで閲覧できます。
- “LST-1134 / LST-1134 Stark County”. Amphibious Photo Archive. 2013年4月19日閲覧。